# Josef Seger
Josef Ferdinand Norbert Seger (on trouve également les formes Seeger, Seegr, Segert, Zeckert, etc.) est un organiste, vulgarisateur et compositeur bohémien baptisé le 21 mars 1716 à Repín près de Mělník et décédé à Prague le 22 avril 1782.

Compositeur extrêmement prolifique, Seger est devenu l'un des plus importants représentants de l'école d'orgue tchèque du XVIIIe siècle. Il fut également un professeur influent : il eut notamment pour élèves Johann Antonín Koželuh et Josef Mysliveček, et ses exercices de basse chiffrée servirent à de nombreuses générations de professeurs.

## Biographie

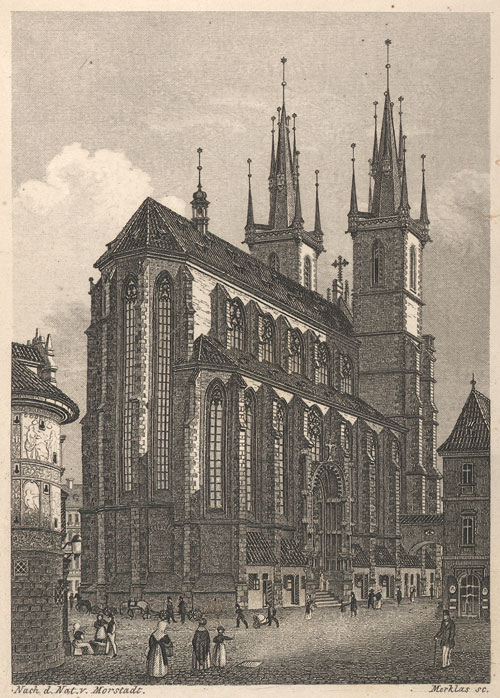
L'église Notre-Dame du Týn à Prague, l'une des deux églises où Seger a travaillé pendant la majeure partie de sa vie.

Josef Seger étudie avec Bohuslav Matěj Černohorský et Jan Zach entre autres l'orgue, le contrepoint et la basse chiffrée à Prague où il obtient un diplôme de philosophie à l'université Charles de Prague. Violoniste à l'église Saint-Martin et organiste à l'église des chevaliers de la Sainte-Croix, il est également organiste à Notre-Dame du Tyn, dans la vieille ville de Prague. C'était un professeur de composition reconnu qui compta notamment Josef Jelínek, Johann Antonín Koželuh, Vincenc Mašek et Václav Pichl parmi ses élèves.
Seger a composé des préludes, des toccatas et des fugues pour orgue. Il est également l'auteur de musiques sacrées et d'ouvrages pédagogiques.

## Oeuvres
Seger a été le compositeur d'orgue tchèque le plus prolifique du XVIIIe siècle. Des centaines de préludes, fugues, toccatas et autres pièces pour orgue subsistent dans des copies manuscrites, bien que l'attribution à Seger de certaines de ces œuvres soit problématique. D'une manière générale, ses préludes et fugues sont des œuvres courtes (leur longueur étant probablement dictée par les limites imposées par la liturgie catholique), mais ils témoignent d'une imagination harmonique fertile et d'une parfaite maîtrise de la pratique du contrepoint du baroque tardif. Il a également composé des messes, des motets et des psaumes, tous également dominés par le contrepoint archaïque.

## Œuvres (sélection)

### Clavier
- 8 Toccatas et Fugues, ed. D.G. Türk (Leipzig, 1793).
- 2 préludes, in Sammlung von Präludien, Fugen, ausgeführte Chorälen ... von berühmten ältern Meistern, (Leipzig, 1795)
- [10] Praeludiens, ed. J. Polt (Prague, c. 1803)
- 4 préludes, 2 fugues, Toccata, Fughetta, in Fugen und Praeludien von älteren vaterländischen Compositoren, ed. Verein der Kunstfreunde für Kirchenmusik in Böhmen, i-ii (Prague, 1832)
- environ 70 pièces attribuées à Seger dans Museum für Orgel-Spieler, ed. [C.F. Pitsch] (Prague, 1832-1834)
- Nombreux ouvrages en copies manuscrites des 18e et 19e siècles, publications du 20e siècle, etc.

### Œuvres vocales

#### Messes
- Missa quadragesimalis [en fa majeur], pour 4vv et orgue
- Messe en ré mineur, pour 4vv, 2 violons, 2 trombones, et orgue
- Messe en ré mineur, pour 4vv, 2 violons, et orgue
- Missa choralis [in mi bémol majeur], pour 4vv, orgue concertante (doubtful)

#### Autres œuvres
- Alma Redemptoris, pour 4vv, instrument à cordes (« violetta »), alto, et orgue
- Audi filia, pour 4vv et orgue
- Ave regina, pour 4vv, 2 violons, et orgue
- Christus nobis natus est, pour 4vv, cordes, et orgue
- Compieta (comprenant Cum invocarem, In te Domine, Qui habitat, Ecce nunc, et Nunc dimittis), pour 4vv, 2 violons, et orgue
- Litaniae de sanctissimo sacramento, pour 4vv, 2 violons, et orgue

### Autres
- Environ 200 leçons de basse chiffrée, appelées Fundamenta pro organo, Generalbass-Übungsstücke, Orgel-Übungsstücke, etc.

## Sources
- Theodore Baker et Nicolas Slonimsky (trad. de l'anglais par Marie-Stella Pâris, préf. Nicolas Slonimsky), Dictionnaire biographique des musiciens [« Baker's Biographical Dictionary of Musicians »], t. 3 : P-Z, Paris, Robert Laffont, coll. « Bouquins », 1995 (réimpr. 1905, 1919, 1940, 1958, 1978), 8e éd. (1re éd. 1900), 4728 p. (ISBN 2-221-07778-4), p. 3803
- (cs) Gracián Černušák, Bohumír Štědroň et Zdenko Nováček, Československý hudební slovník II. M-Ž, Prague, Státní hudební vydavatelství, 1963, p. 476